# ژولین کنود
ژولین کنود (فرانسوی: Julien Cnudde‎؛ زادهٔ ۲۲ مهٔ ۱۸۹۷ - درگذشته نامشخص) بازیکن فوتبال اهل بلژیک بود.
از باشگاه‌هایی که در آن بازی کرده‌است می‌توان به باشگاه فوتبال یونیون سنت ژیل اشاره کرد.
وی همچنین در تیم ملی فوتبال بلژیک بازی کرده‌است.